# Hertenkamp (park)

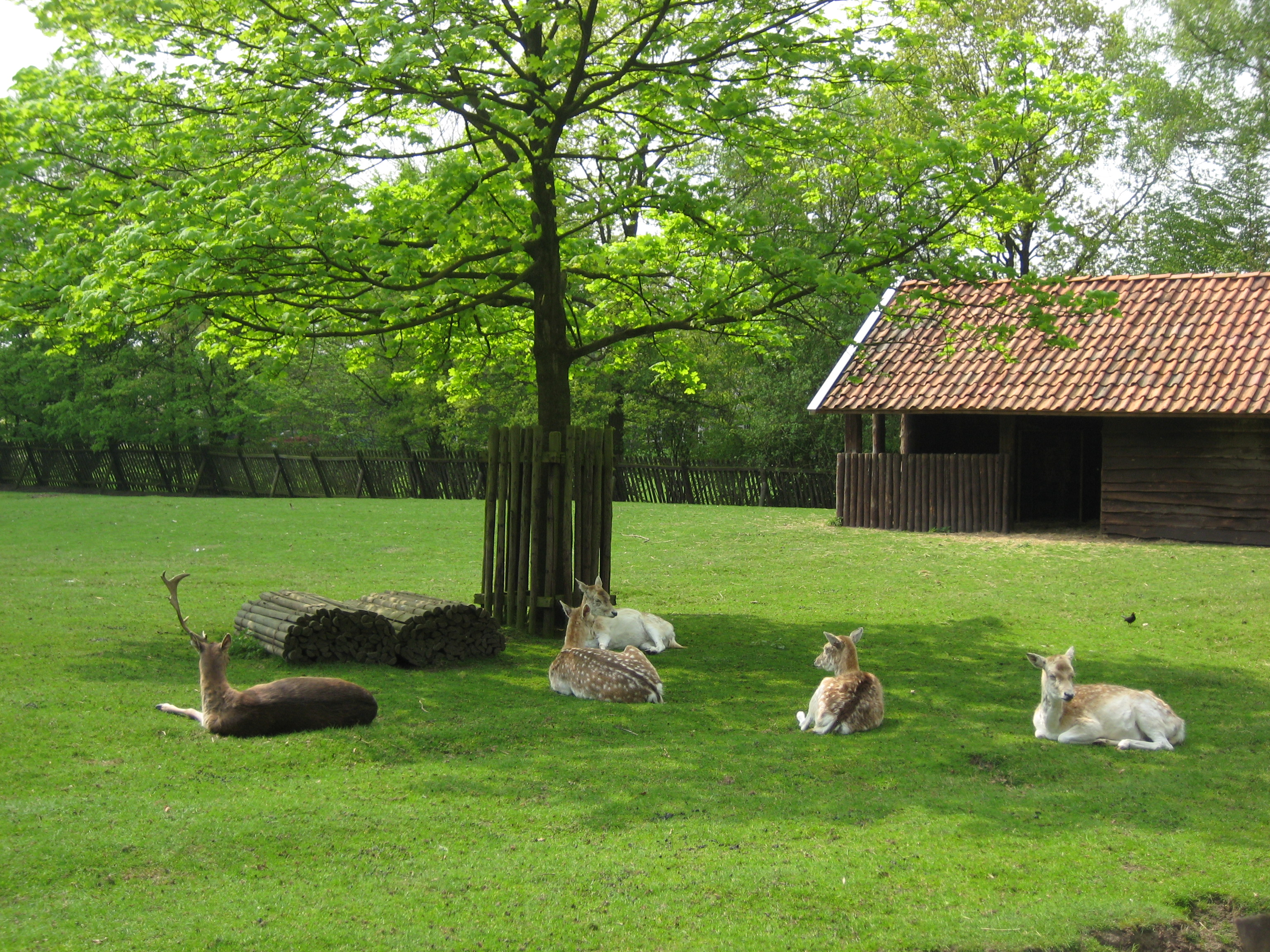
Een hertenkamp.

Een hertenkamp is een kunstmatig afgescheiden terrein met voorzieningen waar herten verblijven.

## In Nederland
In Nederland zijn er meer dan tweehonderd. Tien procent is aangelegd in de negentiende eeuw, de rest dateert uit de twintigste eeuw. Het oudste hertenkamp dat in Nederland nog steeds als zodanig in gebruik is, is de Koekamp in Den Haag. Daar worden zeker al sinds de 17e eeuw herten gehouden. Een van de oudste ligt op landgoed Elswout en werd ingericht tussen 1812 en 1844. Uit de eerste helft van de negentiende eeuw stamt ook de hertenkamp op de Friese buitenplaats Fogelsangh State. Zo’n tien procent van de hertenkampen is als rijksmonument beschermd. Omdat overheden meer en meer moeten bezuinigen en keuzes moeten maken, staan ze meer dan voorheen ter discussie.
In de Nederlandse hertenkampen leven vele duizenden herten. Voor het grootste deel zijn dat damherten. Slechts in een enkel geval worden er edelherten gehouden.
Op een hertenkamp staat vaak een gebouwtje dat dient voor de opslag van voedsel, gereedschap en andere materialen. Zo'n gebouwtje wordt een hertenhuisje of hertenkamphuisje genoemd, maar anders dan de naam doet vermoeden zijn de huisjes niet bedoeld om herten op stal te zetten.
Medio 2023 besloot minister Piet Adema van Landbouw, Natuur en Voedselkwaliteit dat de hertenkampen op termijn moesten verdwijnen. Dit omdat hij vond dat dam- en edelherten niet in de beperkte ruimte van een hertenkamp, maar in de vrije natuur thuishoren. Alleen hertenkampen met een dierentuinvergunning zouden zowel herten die op als niet op de positieflijst staan mogen blijven houden en er zelfs mee fokken. Na veel kritiek kwam hij eind 2023 echter van dit besluit terug en kwam er toch een uitzondering voor houders van dam- en edelherten.

## Buiten Nederland
Buiten Nederland komen hertenkampen onder meer voor in België, Engeland, Duitsland, Spanje, Japan en Indonesië.